# Pseudosigmella spinosostylata
Pseudosigmella spinosostylata är en kackerlacksart som beskrevs av Karlis Princis 1948. Pseudosigmella spinosostylata ingår i släktet Pseudosigmella och familjen småkackerlackor. Inga underarter finns listade i Catalogue of Life.